# Aberdeen (Südafrika)
Aberdeen ist eine südafrikanische Stadt in der Gemeinde Dr Beyers Naudé, Distrikt Sarah Baartman, Provinz Ostkap. 2011 hatte die Stadt 5.133 Einwohner.
Die Stadt liegt am Rand der Camdeboo Mountains. Aberdeen ist einer der Orte, die durch die Nederlandse Hervormde Kerk gegründet wurden, damit die Landwirte aus der Umgebung keine großen Reisen unternehmen mussten, um die Kommunion empfangen zu können. Die Ortschaft wurde auf der Farm Brakkefontein 1855 gegründet und benannt nach Aberdeen in Schottland.

## Sehenswürdigkeiten
- viele historische Bauwerke
- Kirchturm mit 51,5 m Höhe
- Fonteinbos Nature Reserve: 1500 Hektar groß, versteinerte Saurierspuren

## Söhne und Töchter der Stadt
- Laurens Smitz Meintjes (1868–1941), südafrikanischer Radsportler
- Oswald Pirow (1890–1959), südafrikanischer rechtsextremer Politiker
- Anaso Jobodwana (* 1992), südafrikanischer Leichtathlet